# Геріберт Фюттерер
Куно Геріберт Фюттерер (нім. Kuno Heribert Fütterer; 2 квітня 1894, Геттштедт — 24 серпня 1963, Мюнхен) — німецький офіцер, генерал авіації.

## Біографія
22 березня 1914 року вступив в 17-й піхотний полк. Учасник Першої світової війни. Отримав льотну підготовку (1916). Льотчик-спостерігач, з 17 квітня 1918 року — офіцер розвідки штабу 6-ї авіаційної групи, з 11 серпня 1918 року — ад'ютант 6-й бомбардувальної ескадри.
Після демобілізації залишений в рейхсвері. З 1 лютого 1931 року — командир роти 17-го піхотного полку. 1 жовтня 1933 року переведений в люфтваффе і призначений начальником училища авіації дальнього радіуса дії в Берліні. З 1 травня 1936 року — начальник штабу інспекції резервних частин, з 1 березня 1937 року — командир 2-ї групи 157-ї бомбардувальної ескадри «Бельке».
З 1 червня 1938 року — військово-повітряний аташе німецького посольства в Будапешті, одночасно з 5 листопада 1943 по 31 березня 1944 року — генерал люфтваффе в Угорщині і з 1 квітня 1944 року — командувач частинами люфтваффе в Угорщині. 13 грудня 1944 року відкликаний в рейх і призначений начальником 25-ї авіаційної області. 10 травня 1945 року заарештований військовою владою союзників. 12 травня 1947 року звільнений.

## Звання
- Лейтенант (22 березня 1914) — одержав патент 22 червня 1914 року.
- Обер-лейтенант (1 лютого 1924)
- Гауптман (1 січня 1929)
- Майор (1 жовтня 1934)
- Оберст-лейтенант (1 жовтня 1936)
- Оберст (1 січня 1939)
- Генерал-майор (1 листопада 1941)
- Генерал-лейтенант (1 листопада 1943)
- Генерал авіації (20 квітня 1945)

## Нагороди
- Залізний хрест 2-го і 1-го класу
- Нагрудний знак пілота-спостерігача (Пруссія)
- Медаль «За відвагу» (Гессен)
- Військовий орден Святого Генріха, лицарський хрест
- Нагрудний знак «За поранення» в чорному
- Пам'ятний знак пілота (Пруссія)
- Почесний хрест ветерана війни з мечами
- Нагрудний знак спостерігача
- Медаль «За вислугу років у Вермахті» 4-го, 3-го, 2-го і 1-го класу (25 років)
- Застібка до Залізного хреста 2-го класу
- Хрест Воєнних заслуг 2-го і 1-го класу з мечами